# Dicyphus stachydis
Dicyphus stachydis är en insektsart som först beskrevs av J. Sahlberg 1878.  Dicyphus stachydis ingår i släktet Dicyphus, och familjen ängsskinnbaggar. Arten är reproducerande i Sverige.